# Asiento eyectable

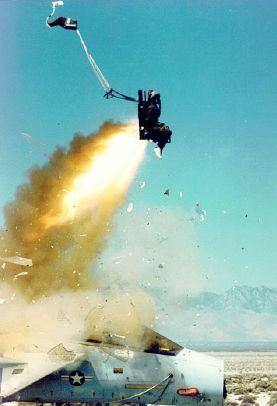
Un asiento eyectable en acción desde un avión en tierra.

Un asiento eyectable, también conocido como  asiento expulsable o asiento lanzable, es un dispositivo diseñado para salvar las vidas del piloto u otros tripulantes de una aeronave, normalmente militar, en caso de emergencia. Existen multitud de diseños, pero en la mayoría de los modelos el piloto acciona un mecanismo que propulsa el asiento a gran velocidad fuera de la aeronave mediante una carga explosiva o un motor cohete, llevando al piloto con él, y una vez fuera de la aeronave el asiento despliega un paracaídas. Este tipo de asientos son comunes en los aviones de combate. En algunas aeronaves también se ha probado el concepto de la cápsula de escape eyectable.

## Historia
Cuando el avión se introdujo como arma de combate, los primeros pilotos de caza pensaban que era un acto de cobardía abandonar el avión si este era derribado, por lo que no veían con buenos ojos los paracaídas.
Sin embargo, la Segunda Guerra Mundial cambió la mentalidad de los soldados de las fuerzas aéreas y estos dejaron de tener ese romanticismo de los primeros ases. Las máquinas eran más complejas y letales, por lo que la pérdida de tripulaciones era muy indeseable debido a la experiencia que se perdía. Durante esta época el avión a hélice alcanzaba velocidades de hasta 700 km/h, por lo que abandonar las cabinas cerradas, debido a la presión dinámica, era una tarea que exigía toda la concentración y fortaleza del tripulante. No era raro que personas heridas que hubieran escapado murieran por no poder saltar, por lo que se comenzó a estudiar métodos para salvar las vidas de estas personas.

### Primeros mecanismos

Señal internacional de advertencia de los asientos eyectables

La llegada de los reactores y sus velocidades cercanas a los 1000 km/h confirmaron que saltar no era la solución, pues muchos morían al chocar con la cola del avión. El problema a resolver era cómo alejar rápidamente al piloto del avión. A principios de la década de los cuarenta, durante las primeras pruebas de los reactores alemanes, se equiparon estos con asientos eyectores con aire comprimido, los cuales salvaron vidas de pilotos de pruebas. Este mecanismo había sido patentado en esa misma época en Suecia.
Durante la guerra, dos países fueron los mayores investigadores de tecnologías de escape: Alemania y el Reino Unido. En este último, la firma Martin-Baker llevó la delantera en cuanto a investigaciones, más con el fin del conflicto, ya que llegó un enorme caudal de conocimiento a sus manos; sin embargo, el primer avión de combate en que se instalaron de serie estos mecanismos de evacuación fue el alemán Heinkel He 219 Uhu. El aire comprimido, y luego el nitrógeno, fueron las primeras soluciones para impulsar los asientos durante una salida de emergencia, pero para esto se exigía que los pilotos se eyectaran entre límites mínimos y máximos de velocidad (entre 200 y 250 nudos) y altura (entre 1000 y 10 000 pies). Nuevamente se necesitaba un piloto consciente para saber su posición respecto a la tierra, por lo que los dispositivos no eran 100 % seguros.

### La introducción del cohete

Eyección del asiento ACES II de un F-16 a menos de un segundo de la colisión

El golpe con la corriente de aire era un factor que causaba lesiones faciales en muchos pilotos eyectados, por lo que como primera medida se utilizó un capuchón de tela que el piloto desplegaba al tirar de las anillas del asiento ubicadas sobre la cabeza. Otras lesiones se debían a la incorrecta posición de los brazos y piernas al golpear con la cabina.
Los conceptos de eyección se siguieron perfeccionando y además la introducción de la electrónica en los sistemas de vuelo permitió que los asientos contaran con acelerómetros y giróscopos, además de dispositivos automáticos que fijan la cabeza y las extremidades del piloto a posiciones seguras para la eyección. Con esto se llega a la tercera generación de asientos que son denominados con capacidad cero-cero, puesto que funcionan desde velocidad y altitud cero, hasta velocidades supersónicas y grandes alturas. Ejemplos de ellos son el:
- Martin-Baker MK14
- McDonnell Douglas ACES II
- Zvezda K-36 DM

Actualmente está en estudio la instalación de estos asientos en helicópteros, siendo el helicóptero Kamov Ka-50 el primero en utilizarlos, dado que dispone de una carga explosiva para deshacerse del rotor coaxial.
Inicialmente, al transbordador espacial se le dotó de estos asientos, pero cuando el número de pasajeros aumentó, la instalación de este sistema se volvió demasiado compleja y se retiraron.